# Guerres d'indépendance lituaniennes
Les guerres d'indépendance lituaniennes, également connues sous le nom de luttes pour la liberté (lituanien : Laisvės kovos), se réfèrent aux trois guerres durant lesquels la Lituanie combattit pour son indépendance à la fin de la Première Guerre mondiale.
Les forces armées lituaniennes luttèrent contre les armées bolcheviks (décembre 1918 - août 1919), contre les volontaires de l'Ouest de la Russie (juin 1919 - décembre 1919), et lors de la guerre polono-lituanienne (août 1920 - novembre 1920), qui aboutirent à la reconnaissance internationale de l'indépendance de la Lituanie.

## Contexte et historique

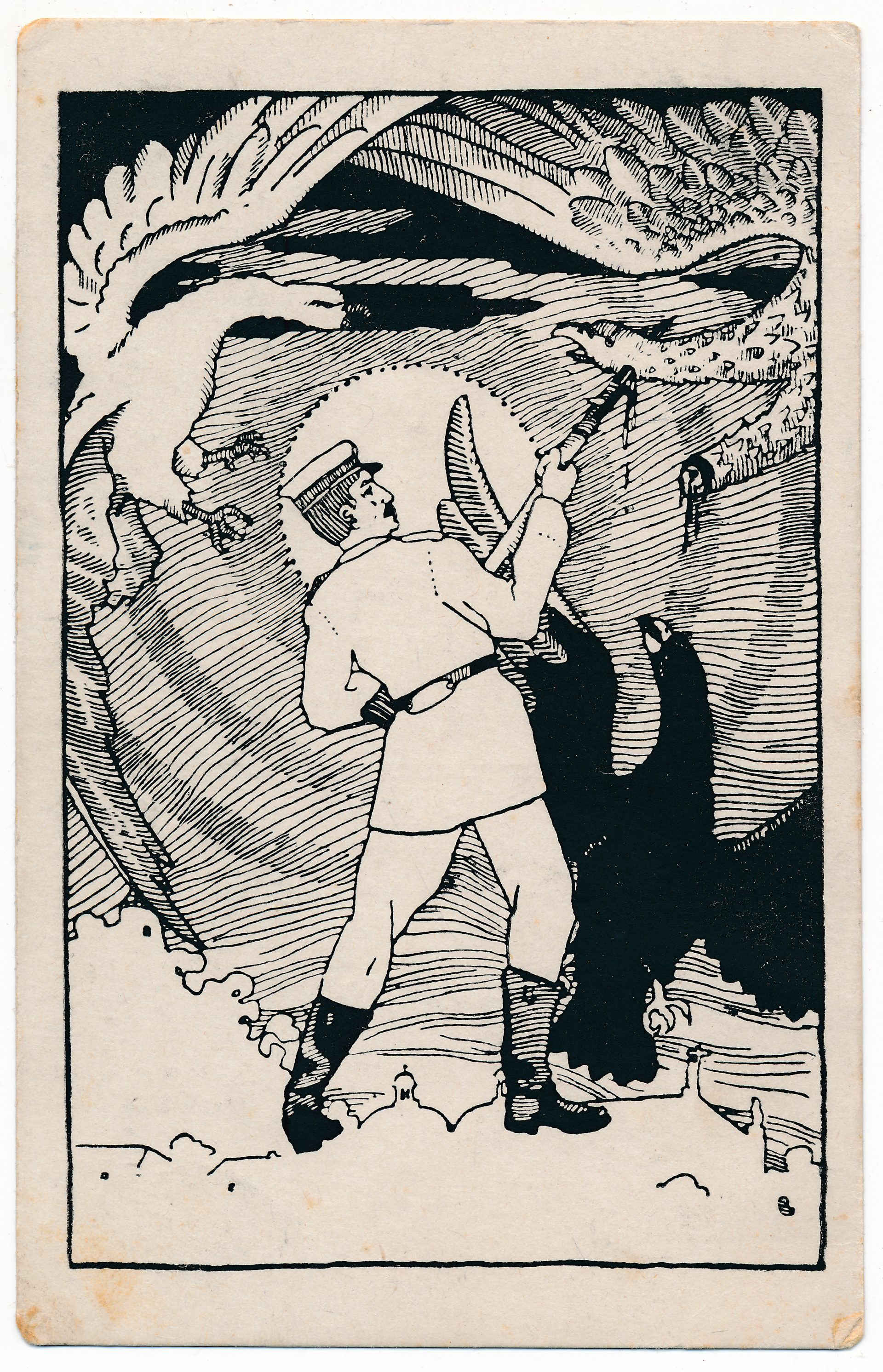
La carte postale intitulée « La lutte contre les trois aigles » représente un soldat lituanien combattant avec trois aigles - symboles de la Russie, de l'Allemagne et de la Pologne. Lituanie pendant les guerres d'indépendance, il a combattu pour sa liberté contre la Russie, l'Allemagne et la Pologne. 1919.

### Offensive soviétique
À la fin décembre 1918, l'Armée rouge atteint les frontières lituaniennes. Le gouvernement lituanien est évacué de Vilnius à Kaunas, la capitale provisoire de la Lituanie. Vilnius est capturée le 5 janvier 1919. Les forces soviétiques à la mi-janvier 1919 contrôlent environ les deux tiers du territoire lituanien. En juin 1919, le traité de Versailles donne l'indépendance à la Lituanie.

### Contre-offensive lituanienne

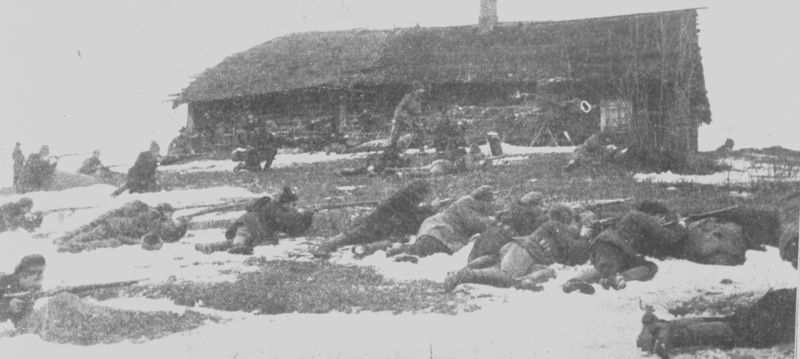
Soldats lituaniens en action.

À la mi-mai, l'armée lituanienne, commandée par le général Silvestras Žukauskas, lance une offensive contre les Soviétiques dans le nord de la Lituanie. La terreur blanche et antisémite en Haute Lituanie cause des centaines de morts civils. Parmi eux, les mandataires sociaux démocrates Jurgis Smolskis et Peliksas Valiukas. À la fin du mois d'août 1919, les forces soviétiques sont chassées du territoire lituanien. L'armée lituanienne doit alors lutter contre une armée de paramilitaires contre-révolutionnaire dénommée « Armée occidentale des volontaires » ou « Corps spécial de Russie », qui envahit le nord de la Lituanie avant d'être battue et repoussée à la fin de 1919.

### Guerre polono-lituanienne

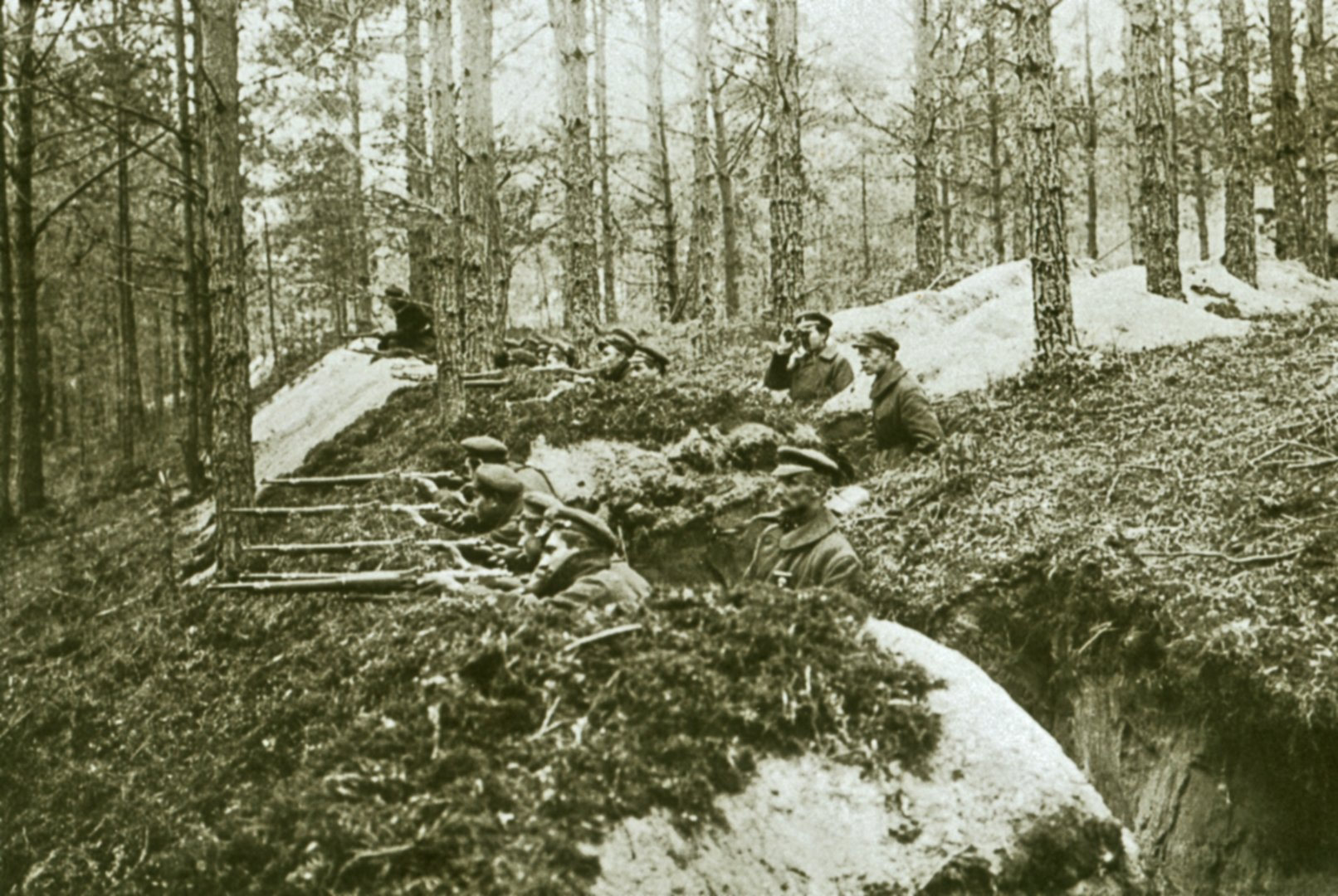
Soldats lituaniens du cinquième régiment d'infanterie dans les forêts de Vievis lors des combats avec l'unité Żeligowski de l'armée polonaise

En 1920, le premier Seimas (parlement) de la Lituanie indépendante est élu. En août 1920 commence alors la guerre polono-lituanienne, la Pologne ayant des revendications territoriales sur la Lituanie, en particulier la région de Vilnius. En octobre, des troupes polonaises dirigées par le général Lucjan Żeligowski occupent Vilnius et y déclarent l'indépendance d'une république de Lituanie centrale, annexée par la Pologne en mars 1922. Il faut remarquer qu'en 1920 Vilnius est peuplée principalement de Polonais (environ 30 %) et de Biélorusses (environ 10 %), les Lituaniens ne constituent qu'une minorité (il y avait aussi une communauté juive représentant 30 % de la population). En octobre 1920, la Lituanie adhère à la Société des Nations, adopte une loi de réforme agraire et une monnaie nationale, le litas.